# UFC on ESPN: Barboza vs. Chikadze
UFC on ESPN: Barboza vs. Chikadze (también conocido como UFC on ESPN 30) fue un evento de artes marciales mixtas producido por Ultimate Fighting Championship que tuvo lugar el 28 de agosto de 2021 en las instalaciones del UFC Apex en Enterprise, Nevada, parte del área metropolitana de Las Vegas, Estados Unidos.

## Antecedentes
El combate de peso pluma entre Edson Barboza y Giga Chikadze encabezó el evento.
La final de la temporada de The Return of The Ultimate Fighter: Team Volkanovski vs. Team Ortega tuvo lugar en este evento, con las finales del torneo de las divisiones de peso medio y peso gallo. Tresean Gore se retiró de la final de peso medio contra Bryan Battle debido a una lesión de menisco y fue sustituido por Gilbert Urbina.
Estaba previsto un combate de peso semipesado entre Dustin Jacoby y Askar Mozharov. Sin embargo, Mazharov fue retirado del evento por una razón no revelada y fue sustituido por Darren Stewart.
El combate de peso wélter entre el ex retador interino del Campeonato de Peso Ligero de UFC Kevin Lee y Sean Brady fue reprogramado para el evento. El emparejamiento estaba programado inicialmente para UFC 264, pero Lee se retiró por una lesión y el combate fue desechado. Posteriormente, el combate se canceló de nuevo después de que Brady se retirara debido a una infección en el pie. Lee se enfrentó a Daniel Rodriguez en su lugar.
Un combate de peso mosca entre el ex retador del Campeonato de Peso Mosca de la UFC Alex Perez y Matt Schnell fue reprogramado para el evento. Originalmente se esperaba que se enfrentaran en UFC 262, antes de que Perez se viera obligado a retirarse por razones no reveladas. El emparejamiento se trasladó finalmente a UFC Fight Night: Brunson vs. Till debido a razones no reveladas.
En este evento se esperaba un combate de peso gallo femenino entre Joselyne Edwards y Zarah Fairn dos Santos. Sin embargo, el combate se canceló a finales de julio, ya que Edwards fue retirada del evento en favor de otro combate contra Jessica-Rose Clark en UFC Fight Night 196 en octubre.
Se esperaba que Kevin Croom se enfrentara a Marcelo Rojo en un combate de peso pluma en el evento. Sin embargo, Croom fue retirado de la tarjeta a mediados de agosto por razones no reveladas. A su vez, Rojo fue reprogramado para enfrentar a Jonathan Martinez la semana siguiente en UFC Fight Night: Brunson vs. Till.
Se esperaba que Antônio Braga Neto y Abdul Razak Alhassan se enfrentaran en un combate de peso medio una semana antes en UFC on ESPN: Cannonier vs. Gastelum. Al final se reprogramó para este evento. Sin embargo, Neto fue retirado del evento el 21 de agosto por razones no reveladas y el combate fue cancelado.
También estaba previsto un combate de peso medio entre Alessio Di Chirico y Aliaskhab Khizriev. Sin embargo, la semana anterior al evento, Khizriev se retiró debido a una lesión no revelada. En su lugar, Di Chirico se enfrentó a Alhassan.
Se esperaba que la medallista de plata olímpica de 2004 en lucha libre y ex aspirante al Campeonato Femenino de Peso Gallo de UFC, Sara McMann, se enfrentara a Ketlen Vieira en una revancha de peso gallo femenino en este evento. Ya se enfrentaron en UFC 215, con la victoria de Vieira por estrangulamiento de brazo en el segundo asalto. Sin embargo, McMann anunció a mediados de agosto que una "nueva lesión" la obligaba a abandonar el combate.
Estaba previsto un combate de peso mosca femenino entre Tracy Cortez y JJ Aldrich. Sin embargo, Cortez se retiró del combate debido a una lesión. Fue sustituida por la recién llegada a la promoción Vanessa Demopoulos.
Se esperaba un combate de peso gallo entre Mario Bautista y Guido Cannetti en el evento. Sin embargo, Bautista dio positivo por COVID-19 y fue retirado de la cartelera. Fue sustituido por Mana Martinez. En el pesaje, Martinez pesó 140 libras, cuatro libras por encima del límite de la pelea de peso gallo. El combate se celebró con un peso acordado y perdió el 30% de su bolsa a favor de Cannetti.

## Resultados
1. ↑  La final del torneo de peso medio de The Ultimate Fighter 29.
2. ↑  La final del torneo de peso gallo de The Ultimate Fighter 29.
3. ↑  A Turman se le descontaron dos puntos en el tercer asalto por repetidos golpes en los ojos.

## Premios de bonificación
Los siguientes luchadores recibieron bonificaciones de $50000 dólares.
- Pelea de la Noche: No se concedió ninguna bonificación.
- Actuación de la Noche: Giga Chikadze,  Abdul Razak Alhassan, Gerald Meerschaert y Pat Sabatini